# Agnieszka Giedrojć-Juraha
Agnieszka Giedrojć-Juraha, po mężu Giedrojć-Gurin (ur. 17 października 1977) – polska lekkoatletka, specjalizująca się w skoku wzwyż, mistrzyni i reprezentantka Polski.

## Kariera sportowa
Była zawodniczką AZS-AWF Gdańsk.
Na mistrzostwach Polski seniorek wywalczył cztery medale, w tym złoty w 1997, dwa srebrne (1999, 2002 i brązowy w 2003. Na halowych mistrzostwach Polski seniorek wywalczyła złoty medal w 1998 i 2000, srebrny medal w 1999 i brązowy medal w 1997 i 2003.    
Dwukrotnie startowała w młodzieżowych mistrzostwach Europy. W 1997 zajęła 10. miejsce z wynikiem 1,80, w 1999 była szósta, z wynikiem 1,85 (ex equo z dwiema innymi zawodniczkami). Reprezentowała także Polskę na zawodach pierwszej ligi Pucharu Europy w 1997, gdzie zajęła 6. miejsce, z wynikiem 1,81.
Rekord życiowy w skoku wzwyż: 1,90 (13.06.1999).